# Kanačut
Kanačut (conosciuto come Kanachut, in armeno Կանաչուտ?, in passato Dokkuz) è un comune dell'Armenia di 1 307 abitanti (2008) della provincia di Ararat.